# Dalida (énekesnő)

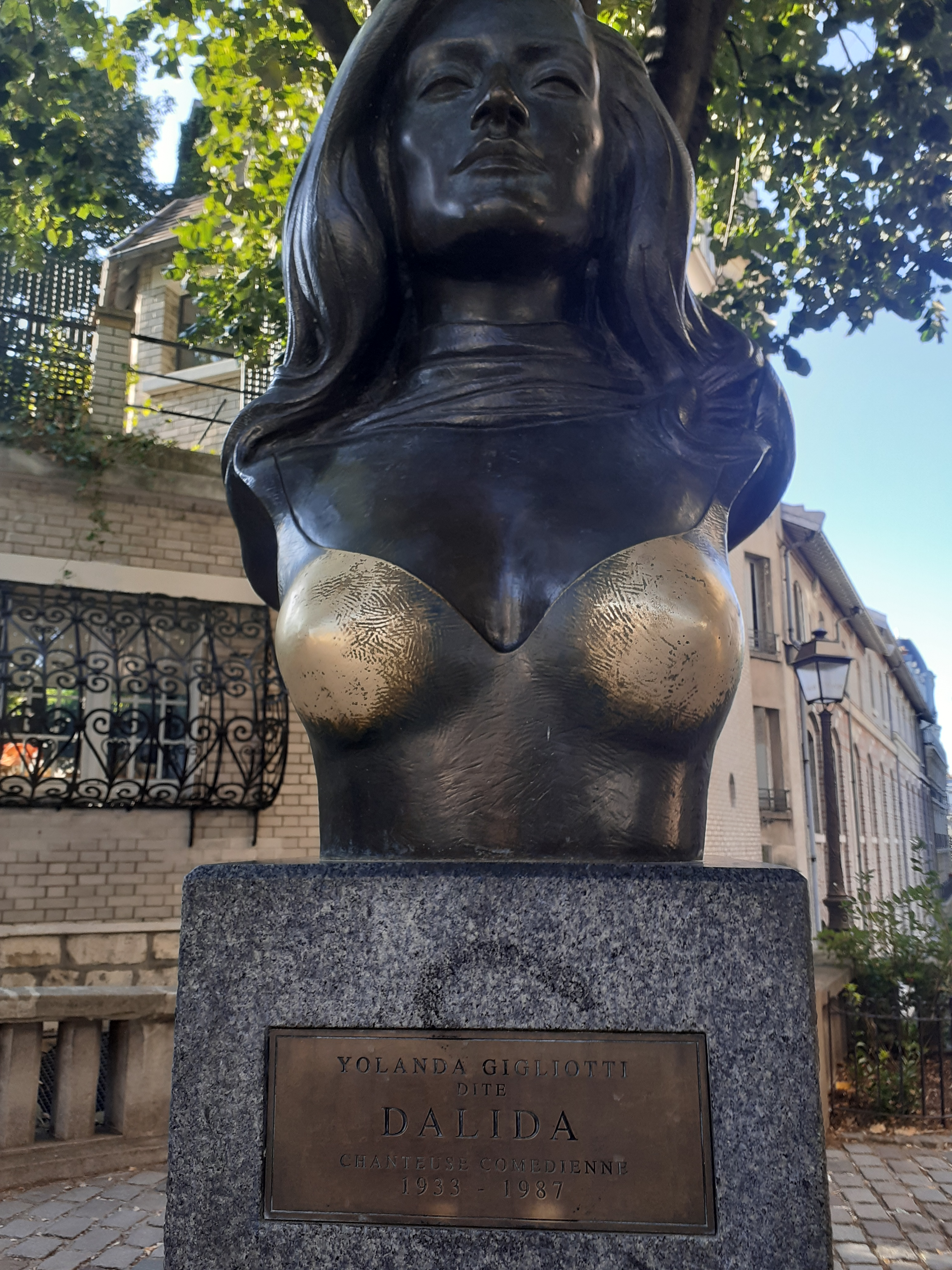
Mellszobra a Place Dalidán, Montmartre (Párizs)

Dalida (Iolanda Cristina Gigliotti) (Kairó, 1933. január 17. – Párizs, 1987. május 3.) olasz szülőktől Egyiptomban született francia énekesnő, színésznő. Tíz nyelven énekelt (angol, arab, francia, görög, héber, holland, japán, német, olasz, spanyol).
Szülei három gyermekéből középsőként látta meg a napvilágot. Négyéves korában egy fertőzés miatt megoperálták a szemét. Orvosi műhiba következtében kancsal lett. 1953-ban a szemét újra megoperálták és ezúttal rendbehozták.
1951-ben második helyezett volt egy szépségversenyen, 1954-ben pedig elnyerte a Miss Egypt koronát. A családi viszályokat megelégelve elhagyta otthonát és egy ügynökség modellje lett, közben filmszerepeket is kapott. Kezdetben Dalila néven szerepelt majd Alfred Machard forgatókönyvíró tanácsára, aki szerint összekapcsolták a nevét a bibliai Sámson és Delilával (franciául Samson et Dalila), megváltoztatta Dalidára. Első dalát (La luna negra – A fekete Hold) az A Glass and a Cigarette című filmhez rögzítették.
1954-ben Párizsba költözött.

## Pályája
Eleinte kabarékban lépett fel, ahol aztán felfedezte az Europe 1 rádió zenei szerkesztője, Lucien Morisse, aki később a férje lett. Eljátszott egy szerepet a Tutanhamon maszkja című filmben, majd 1957-ben a párizsi Olympia színpadán a Jövő sztárjai című műsorban szerepelt. A Bambino című dallal felkerült a slágerlistákra is, így befutott.
Több mint nyolcszáz dalát vették hanglemezre, ezek mintegy 170 millió példányban keltek el. Az Alain Delonnal énekelt duettje, a Paroles örökzölddé vált. A fekete Orfeusz című film betétdalát is ő adta elő.
A kelet-európai média is szerette, a rádiók, televíziók gyakran játszották számait. A Szovjetunióban tucatnyi lemeze jelent meg.
Magánélete kudarcokkal teli volt. Hat év házasság után elvált. Gyermektelen volt. Férje, majd az élettársa is öngyilkos lett. Második, altató-túladagolásos öngyilkossági kísérlete végzett vele is.
Párizsban teret neveztek el róla.

## Stúdióalbumai
- 1956 Son nom est Dalida
- 1957 Miguel
- 1958 Gondolier
- 1958 Les Gitans
- 1959 Le disque d'or de Dalida
- 1959 Love in Portofino
- 1960 Les enfants du Pirée
- 1961 Garde-moi moi la dernière danse
- 1961 Loin de moi
- 1961 Milord
- 1961 Rendez-vous mit Dalida
- 1962 Le petit Gonzales
- 1963 Eux
- 1964 Amore scusami (Amour excuse-moi)
- 1965 Il Silenzio (Bonsoir mon amour)
- 1966 Pensiamoci ogni sera
- 1967 Olympia 67
- 1967 Piccolo ragazzo
- 1968 Un po' d'amore
- 1968 Le temps des fleurs
- 1969 Canta in italiano
- 1969 Ma mère me disait
- 1969 In Deutsch
- 1970 Ils ont changé ma chanson
- 1971 Une vie
- 1972 Il faut du temps
- 1973 Sings in Italian for you
- 1973 Julien
- 1974 Manuel
- 1975 Sempre più
- 1975 J'attendrai
- 1976 Coup de chapeau au passé
- 1976 Die neuen Lieder der Dalida
- 1977 Femme est la nuit
- 1977 Salma ya salama
- 1978 Génération 78 / Voilà pourquoi je chante / Ça me fait rêver
- 1979 Dédié à toi
- 1980 Gigi in Paradisco
- 1981 Olympia 81
- 1982 Spécial Dalida
- 1982 Mondialement vôtre
- 1983 Les p'tits mots
- 1984 Dali
- 1986 Le visage de l'amour

## Filmjei
- 1955: Le masque de Toutankhamon
- 1955: Sigarah wa kas
- 1958: Rapt au deuxième bureau
- 1959: Mädchen für die Mambo-Bar
- 1961: Che femmina… e che dollari!
- 1963: L’inconnue de Hong Kong
- 1963: Teuf-teuf (TV)
- 1965: Menage all’italiana
- 1965: Ni figue ni raisin (tévésorozat, egy epizódban)
- 1966: La morale de l’histoire (TV)
- 1968: Io ti amo
- 1968: American secret service: cronache di ieri e di oggi
- 1986: A hatodik nap hajnala (Saddika)[2] Magyar hangját Kubik Anna adta.[3]